# Gabassot
Le Gabassot est un cours d'eau du Béarn (département des Pyrénées-Atlantiques). Il prend sa source sur la commune de Sévignacq et se jette dans le Léez à Castetpugon.

## Département et communes traversés
Pyrénées-Atlantiques :
- Baliracq-Maumusson
- Carrère
- Castetpugon
- Claracq
- Garlin
- Mouhous
- Ribarrouy
- Sévignacq
- Taron-Sadirac-Viellenave